# Geiselnahme im Murgtal
Die Geiselnahme im Murgtal war ein Ereignis in der Schlussphase der Badischen Revolution. Auf Veranlassung des revolutionären Innenministeriums in Karlsruhe wurden im Juni 1849 zahlreiche, als Anhänger der großherzoglichen Regierung bekannte Beamte und Geistliche aus dem Murgtal und aus Baden-Baden festgesetzt und in Geiselhaft genommen.

## Vorgeschichte
Nach dem am 21. Juni gegen die preußischen Interventionstruppen verlorenen Gefecht bei Waghäusel, war die militärische Niederlage der Badischen Revolution bereits absehbar. Die Moral in den badischen Freischaren und Volkswehreinheiten schwand zunehmend. Auch die revolutionäre Stimmung und die Bereitwilligkeit der Bevölkerung, sich für die revolutionäre Sache zu engagieren, drohte zu kippen. Besonders in der konservativen Geistlichkeit und der Beamtenschaft wurde das Vorrücken der preußischen Armee schon mehr oder weniger offen begrüßt. Entsprechend wuchs in der provisorischen Regierung und bei den örtlichen Revolutionsführern die Nervosität und die verzweifelte Bereitschaft, zu radikalen und auch gesetzwidrigen Maßnahmen zu greifen, um den Fortbestand der revolutionären Regierung zu sichern.

## Festnahmen im Murgtal und in Baden-Baden
Vor diesem Hintergrund wurde am 23. Juni der Zivilkommissar in Baden-Baden, Christoph Wolff, vom Ministerium des Inneren aufgefordert, „…sämmtliche der Reaction gegen die bestehende Regierung verdächtigen Beamten und Geistliche zu verhaften und in der Festung Rastatt abliefern zu lassen“. In Baden-Baden und im Murgtal wurden daraufhin in der Nacht vom 24. auf den 25. Juni sechzehn Bürger, die als Anhänger der großherzoglichen Regierung bekannt waren, festgenommen. Darunter der Verwalter von Schloss Eberstein, der Bezirksförster, ein Schulprofessor, ein pensionierter Kanzleirat aus dem Karlsruher Kriegsministerium, der Baden-Badener Kaplan und der Pfarrer von Weisenbach, Franz Xaver Weingärtner. Weingärtner, der als erklärter Gegner der Revolutionsregierung zuvor bereits vom Dienst suspendiert worden war, hatte vergeblich versucht, der drohenden Verhaftung zu entgehen, in dem er sich in einem großen Weinfass im Pfarrkeller versteckt hielt.
Die elf Festnahmen im Murgtal wurden vom Gernsbacher Zivilkommissar Raphael Weil angeordnet. Eine besondere Rolle spielte hierbei Maximilian Dortu, der als Kommandeur der revolutionären Murgtäler Volkswehreinheiten in Gernsbach die Verteidigung des Murgtals gegen die heranrückenden Interventionstruppen des Deutschen Bundes organisierte. Major Dortu galt als fanatischer Kämpfer für die badische Republik, der zu einem energischen Durchgreifen gegen „zögernde oder gar offen reaktionäre Elemente“ entschlossen war. Am 24. Juni führte er persönlich das fünfzehn Mann starke Kommando zur Ergreifung der verdächtigten Bürger an. Zuvor hatte er bereits eigene Ermittlungen angestellt und seinem militärischen Vorgesetzten, Oberst Sigel, schriftlich über einen Kreis von rund zehn „Hauptreaktionären“ berichtet, die sich täglich zu geheimen Zusammenkünften auf Schloss Eberstein träfen und Gerüchte verbreiteten, die Revolutionsregierung würde bald stürzen. Dortus exzessives Vorgehen gegen die größtenteils hochangesehenen Persönlichkeiten des öffentlichen Lebens dürfte dazu beigetragen haben, dass sich viele Murgtäler Bürgerinnen und Bürger schließlich enttäuscht von der Revolution abwandten und der demokratischen Idee Schaden zugefügt wurde.

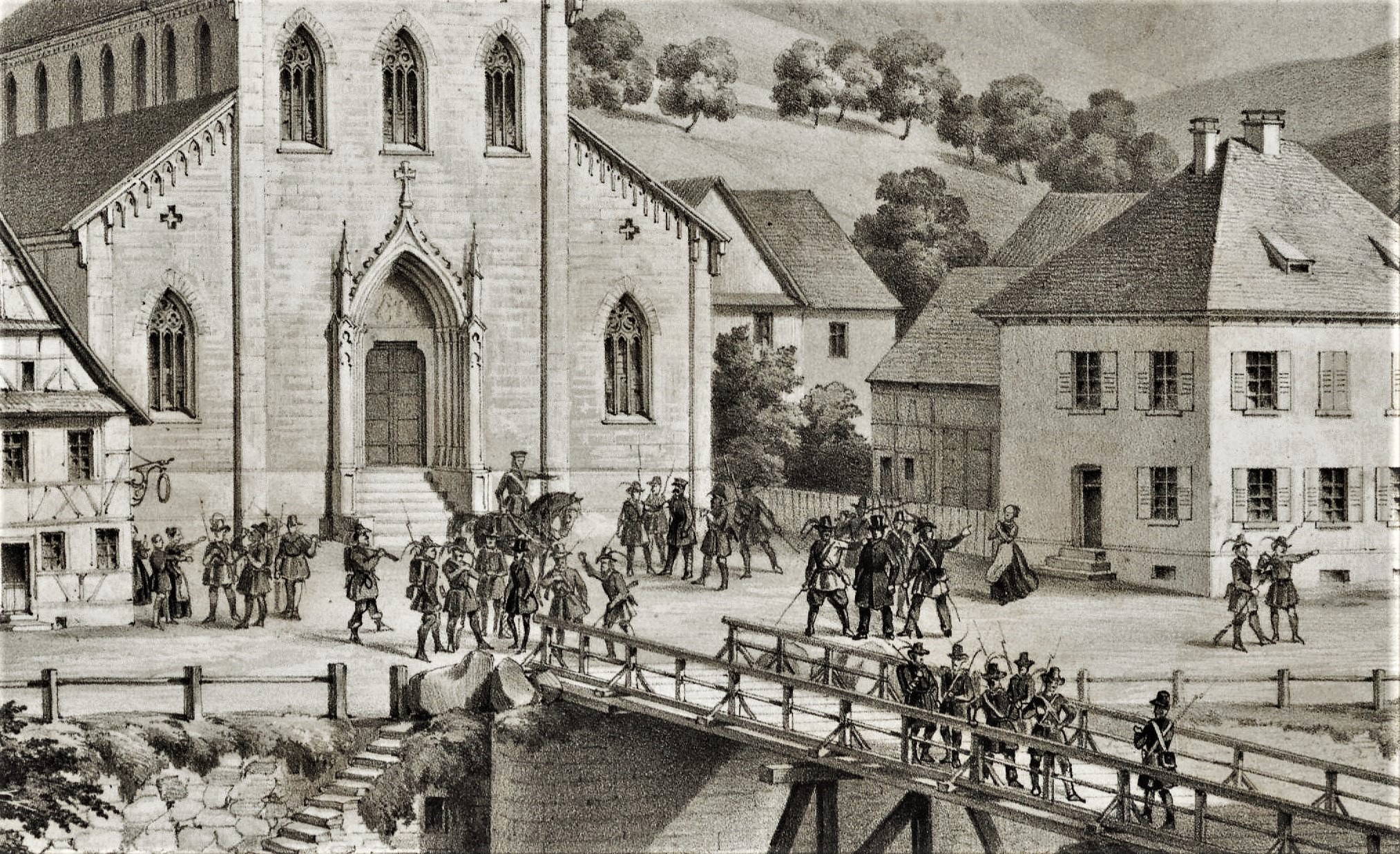
„Weisenbach am 24. Juni 1849“ (Bildausschnitt). Die zeitgenössische Lithographie von Heinrich Dobmann stellt die Verhaftung des Weisenbacher Pfarrers Weingärtner, des Bezirksförsters Bechmann und einer weiteren Person durch badische Freischärler unter dem Kommando von Maximilian Dortu dar. Auf dem Pferd sitzend, gibt Dortu seine Anweisungen. Beim Wirtshaus (links im Bild) diskutieren Anwohner lebhaft mit Revolutionären. Vor dem Pfarrhaus (rechts) erhebt die Pfarrhaushälterin flehentlich die Hände und wird von einem Freischärler zurückgewiesen.

## Geiselhaft in der Festung Rastatt
Noch am gleichen Tag wurden die Festgenommenen in die Festung Rastatt gebracht, wo sie im Gasthaus „Zum Kreuz“ interniert und, wie einer der Gefangenen in einem Brief an seine Ehefrau berichtete, zunächst "aufs freundlichste" behandelt wurden. In der Festungsstadt stellte sich die Lage Ende Juni allerdings zunehmend angespannt dar. Mit dem Vorrücken der Preußen suchten geschlagene und zurückweichende Revolutionstruppen sowie versprengte Freischärler Zuflucht hinter den Festungsmauern und kampierten auf Straßen und Plätzen. Angesichts der sich nun deutlich abzeichnenden Niederlage der Revolution herrschte eine gereizte Unruhe hinter den Festungswällen der Stadt. Aus dieser Stimmung heraus wurden vor den Augen der Gefangenen am 27. Juni zwei vermeintliche Spione und Reaktionäre von einem Lynchmob durch die Straßen der Stadt gehetzt und getötet.
Als „Volksverräter“ gebrandmarkt, vor der aufgebrachten Menschenmenge in der überfüllten Stadt um ihr Leben bangend und in Ungewissheit über ihr weiteres Schicksal, mussten die Gefangenen weitere Tage unter Bewachung im Gasthaus ausharren. Schließlich gelang es ihnen, den mit diktatorischer Vollmacht ausgestatteten Revolutionsführer Amand Goegg zu sich zu bitten und auf ihre prekäre Lage aufmerksam zu machen. Sie wiesen auf ihre rechtswidrige Festsetzung hin. Man hätte sie, der Verfassung nach, spätestens nach 24 Stunden über den Grund ihrer Verhaftung in Kenntnis setzen müssen, was nicht geschehen sei. Goegg erlaubte daraufhin den verheirateten Gefangenen, Besuch von ihren Ehefrauen zu erhalten und ordnete an, die Inhaftierten nach Freiburg zu bringen, wohin die revolutionäre Regierung mittlerweile ihren Sitz verlegt hatte. Dies geschah am 28. Juni, zwei Tage bevor die preußischen Truppen ihren Belagerungsring um Rastatt schließen konnten und ein Entkommen aus der Stadt nicht mehr möglich gewesen wäre.

## Freilassung der Geiseln in Freiburg
In Freiburg hielt sich Carl Damm, der Präsident der revolutionären Badischen verfassungsgebenden Versammlung, auf. Der streng rechtlich denkende Damm veranlasste umgehend, die Gefangenen am 30. Juni auf freien Fuß zu setzen. Einer der Laufzettel, die den Internierten bei ihrer Entlassung ausgehändigt wurden, gibt Aufschluss darüber, dass die Revolutionäre ihre Gefangenen als Geiseln betrachteten. Es war offenbar beabsichtigt, die festgenommenen Bürger unter Androhung der Übelzufügung oder gar ihrer Hinrichtung als Faustpfand einzusetzen, um die  vorrückenden preußischen Invasoren zu zwingen, Forderungen der Revolutionäre zu erfüllen. Das besonnene und rechtzeitige Eingreifen von Goegg in Rastatt und Damm in Freiburg hat die Geiselnahme nach sechs Tagen beendet und Schlimmeres verhindert. Vor ihrer Freilassung mussten die Geiseln auf Ehrenwort versichern, „…nichts Feindliches gegen die jetzige Landesregierung unternehmen zu wollen, solange dieselbe im Besitz der obersten Gewalt ist“.